# Algenubi
Algenubi eller Epsilon Leonis (ε  Leonis , förkortat Epsilon Leo, ε  Leo) som är stjärnans Bayerbeteckning, är en stjärna belägen i den nordvästra delen av stjärnbilden Lejonet. Den har en skenbar magnitud på 2,98 och är klart synlig för blotta ögat. Baserat på parallaxmätning inom Hipparcosuppdraget på ca 13,2 mas, beräknas den befinna sig på ett avstånd av ca 247 ljusår (75,6 parsek) från solen. Dess absoluta magnitud är -1,49, vilket gör den till en av de mer ljusstarka stjärnorna i stjärnbilden, betydligt ljusare än dess alfastjärna Regulus. På det beräknade avstånd minskas dess skenbara magnitud med 0,03 genom skymning av mellanliggande gas och stoft.

## Nomenklatur
Epsilon Leonis har de traditionella namnen Ras Elased (Australis), Asad Australis och Algenubi, som alla kommer från arabiska رسس الأسد الجنوبي rās al-'asad al-janūbī, vilket betyder "den södra (stjärnan) av lejonets huvud"; australis är latin för "södra".

## Egenskaper
Algenubi är en gul till vit jättestjärna av spektralklass G1 II. Den har en massa som är 4 gånger solens massa och en radie som är 21 gånger solens radie. Den utsänder från dess fotosfär 288 gånger mer energi än solen vid en effektiv temperatur på 5 248 K, vilket ger den vita färg som är karakteristisk för en stjärna av typ A. Med ljusstyrka typ II har den vid en ålder av 162 miljoner år
utvecklats till en ljus jätte.
Algenubiuppvisar egenskaper som hos en Cepheid-liknande variabel, som varierar dygnsvis med en amplitud av storleksordningen 0,3. Baserat på dess överskott av järn är metalliciteten hos stjärnans yttre skikt endast omkring 52% av solens, vilket betyder att överskottet av andra element än väte och helium är ungefär hälften av den i solen.